# Тауриди
Тауриди су метеорски рој пореклом од комете 2P/Encke. Овај рој је подељен у северну и јужну грану. Радијанти северних и јужних Таурида покривају и антихелионски извор, али су ипак довољно јасно издвојени, да буду сматрани самосталним ројем, нарочито имајући у виду да је познато њихово матично тело. Тауриди су видљиви са обе хемисфере током целе ноћи. И матична комета и метеориди Таурида имају орбите довољно блиске Јупитеру да значајно утиче на њихове орбиталне елементе, али опет не толико да у потпуности поремети рој. Старост Таурида се процењује на 10 до 20 хиљада година.